# ويليام بيفريدج

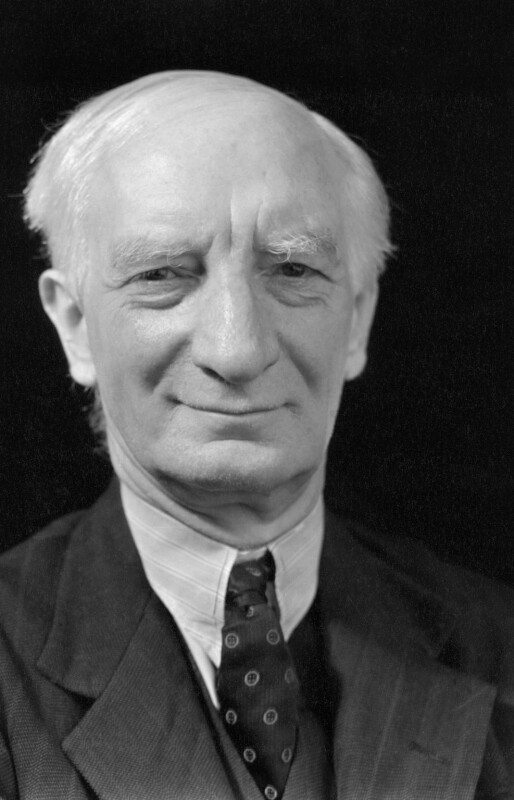

ويليام هنري بيفريدج، البارون الأول بيفريدج، حاصل على وسام باث الموقر والأكثر تكريمًا (5 مارس 1879 - 16 مارس 1963)، اقتصادي وسياسي ليبرالي بريطاني ومصلح تقدمي واجتماعي. كان تقريره لعام 1942 عن التأمين الاجتماعي والخدمات المرتبطة به (المعروف باسم تقرير بيفريدج) بمثابة الأساس لدولة الرفاهية بعد الحرب العالمية الثانية التي وضعتها حكومة حزب العمال المنتخبة في عام 1945. اعتُبر سلطة معنية بالتأمين ضد البطالة منذ بداية حياته المهنية، وعمل تحت إشراف ونستون تشرشل في مجلس التجارة كمدير لمبادلات العمل التي أُنشأت حديثًا، ثم السكرتير الدائم لوزارة الرقابة الغذائية. كان مديرًا لكلية لندن للاقتصاد والعلوم السياسية من عام 1919 حتى عام 1937، عند اختياره للحصول على درجة الماجستير في كلية أكسفورد الجامعية.
نشر ويليام العديد من كتب الرعاية الاجتماعية والضمان الاجتماعي، ومن أبرز أعماله: البطالة: مشكلة الصناعة (بالإنجليزية: Unemployment: A Problem of Industry) (1909) والتخطيط في ظل الاشتراكية (بالإنجليزية: Planning Under Socialism) (1936) والعمالة الكاملة في مجتمع حر (بالإنجليزية:Full Employment in a Free Society) (1944) وأركان الأمان (بالإنجليزية: Pillars of Security) (1943) والقوة والتأثير(بالإنجليزية: Power and Influence) (1953) ودفاع عن التعلم الحر (بالإنجليزية: A Defence of Free Learning) (1959). انتُخب في انتخابات فرعية عام 1944 ليكون نائبًا ليبراليًا (بالنيابة عن بيرويك أبون تويد)؛ بعد هزيمته في الانتخابات العامة لعام 1945، ترقى ويليام إلى مجلس اللوردات حيث شغل منصب قائد لأقرانه الليبراليين.

## أولى سنوات حياته وتعليمه
ويليام بيفريدج، الابن الأكبر لهنري بيفريدج، ضابط الخدمة المدنية الهندية وقاضي المقاطعة، والباحثة آنيت أكرويد، والتي وُلدت في رانجبور، الهند البريطانية (الآن: رانجبور، بنغلاديش)، في 5 مارس 1879.
أسست والدة بيفريدج، مع إليزابيث ماليسون، كلية المرأة العاملة في ساحة الملكة «كوين سكوير» بلندن عام 1864. التقت وتزوجت بهنري بيفريدج في كلكتا حيث ذهبت في عام 1873 لفتح مدرسة للفتيات الهنديات. تلقى ويليام بيفريدج تعليمه في تشارترهاوس، وهي مدرسة عامة معروفة بالقرب من مدينة سوق غودالمينغ في ساري، ثم التحق بكلية باليول في جامعة أكسفورد، حيث درس الرياضيات والأثر الكلاسيكي، وحصل على الدرجة الأولى في كليهما. درس القانون فيما بعد.
بينما كانت والدة ويليام عضوًا في مجتمع توحدية ستوربريدج، كان والده ناشطًا إنسانيًا ووضعيًا و«تلميذًا متحمسًا» للفيلسوف الفرنسي أوغست كونت. كانت لأفكار كونت عن الدين اللإنساني تأثير بارز في الأسرة وكان لها تأثير دائم على تفكير ويليام. أصبح تايلور نفسه «لاأدريًا ماديًا» حسب كلماته.

## حياته ومهنته
بعد تركه الجامعة، أصبح ويليام محاميًا. أصبح أيضًا مهتمًا بالخدمات الاجتماعية وكتب عن الموضوع في صحيفة مورنينغ بوست (بالإنجليزية: Morning Post). بدأ اهتمامه بأسباب البطالة في عام 1903 عندما كان يعمل في توينبي هول، وهو منزل استيطاني في لندن. هناك عمل عن كثب مع سيدني ويب وبياتريس ويب وتأثر بنظرياتهم حول الإصلاح الاجتماعي، وأصبح نشطًا في الترويج لمعاشات الشيخوخة والوجبات المدرسية المجانية والدعوة لنظام وطني لتبادل الأعمال عن طريق وكالات التوظيف.
في عام 1908، الذي يعتبر الآن عام السلطة الرائدة في بريطانيا في مجال إعانات البطالة، قدمته بياتريس ويب إلى ونستون تشرشل، الذي ترقى مؤخرًا إلى مجلس الوزراء كرئيس لمجلس التجارة. دعا تشرشل ويليام للانضمام إلى مجلس التجارة، لتنفيذ النظام الوطني لتبادل الأعمال والتأمين الوطني لمكافحة البطالة والفقر. خلال الحرب العالمية الأولى، شارك في السيطرة على مجموعة من العاملين، وحصل بعد الحرب على لقب فارس وعمل سكرتيرًا دائمًا لوزارة الرقابة الغذائية.